# Pila, Laguna

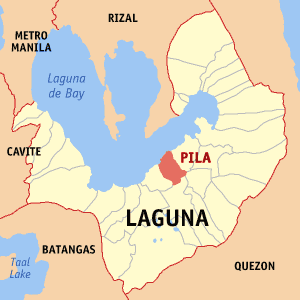
Bản đồ Laguna với vị trí của Pila

Pila là một đô thị hạng 4 ở tỉnh Laguna, Philippines. Theo điều tra dân số năm 2000 của Philipin, đô thị này có dân số 37.427 người trong 7.750 hộ. Pila có tổng diện tích 31,2 km².

## Các đơn vị hành chính
Pila được chia ra 17 barangay.
| - Aplaya - Bagong Pook - Bukal - Bulilan Norte - Bulilan Sur - Concepcion - Labuin - Linga - Masico | - Mojon - Pansol - Pinagbayanan - San Antonio - San Miguel - Santa Clara Norte - Santa Clara Sur - Tubuan |